# The Ghost Writer
The Ghost Writer is een Brits-Duits-Franse film uit 2010 van de Poolse regisseur Roman Polański. De hoofdrollen worden vertolkt door Ewan McGregor, Pierce Brosnan, Olivia Williams en Kim Cattrall. De film is gebaseerd op de roman The Ghost van de Britse schrijver en journalist Robert Harris.

## Verhaal
Een jonge schrijver krijgt de kans om als ghostwriter te werken. Hij moet de memoires schrijven van een bekend politicus, niemand minder dan Adam Lang, de gewezen eerste minister van het Verenigd Koninkrijk. De ghostwriter ontdekt al gauw dat er iets niet klopt met diens carrière en achtergrond. De vorige ghostwriter, Michael McAra, stierf namelijk op mysterieuze wijze.

## Rolbezetting
- Ewan McGregor - The Ghost
- Pierce Brosnan - Adam Lang
- Olivia Williams - Ruth Lang
- Kim Cattrall - Amelia Bly
- Jon Bernthal - Rick Ricardelli
- James Belushi - John Maddox
- Timothy Hutton - Sidney Kroll
- Tim Preece - Roy
- Tom Wilkinson - Paul Emmett
- Robert Pugh - Richard Rycart
- Eli Wallach - oude man

## Productie
Met een budget van zo'n 40 miljoen dollar gingen de opnamen in februari 2009 van start. Slechts enkele maanden later zaten de opnamen er reeds op en begon de postproductie. Maar in september 2009 werd regisseur Polański in Zwitserland gearresteerd wegens een zedenzaak waarvoor hij in 1977 de Verenigde Staten was ontvlucht. Polański werkte in de gevangenis verder aan zijn film. Zijn advocaten bezorgden hem het filmmateriaal. Nadien werd hij vrijgelaten uit de gevangenis en kreeg hij huisarrest. Hierdoor kon hij in februari 2010 de première van de film op het internationaal filmfestival van Berlijn niet bijwonen. Op datzelfde filmfestival kreeg hij de Zilveren Beer voor Beste Regisseur.

## Trivia
- Het personage Adam Lang is gebaseerd op Tony Blair, de voormalig premier van het Verenigd Koninkrijk.
- De film hoort thuis in het rijtje van bekende samenzweringsthrillers die voornamelijk in de jaren zeventig populair waren.
- De stijl van de film wordt vaak vergeleken met die van een Hitchcock-film.
- Ewan McGregor was een tijd lang een van de kandidaten om in 2006 de nieuwe James Bond te worden. De rol ging uiteindelijk naar Daniel Craig, die de opvolger van Pierce Brosnan werd. Brosnan en McGregor zijn samen te zien in The Ghost Writer.